# Abbaye de Coombe
L'abbaye de Coombe (en anglais : Coombe Abbey) est une abbaye cistercienne du XIIe siècle qui, après la dissolution des monastères voulue par Henri VIII, est devenue une maison de campagne. Au XXe siècle, celle-ci est aménagée en hôtel de luxe et protégé en tant que monument classé. 

## Localisation
L'abbaye est située à peu près à mi-chemin entre Coventry et Brinklow dans la campagne du Warwickshire, en Angleterre. Les terrains environnants l'abbaye sont maintenant devenus un parc naturel connu sous le nom de Coombe Country Park et gérés par la municipalité de la ville de Coventry.

## Historique

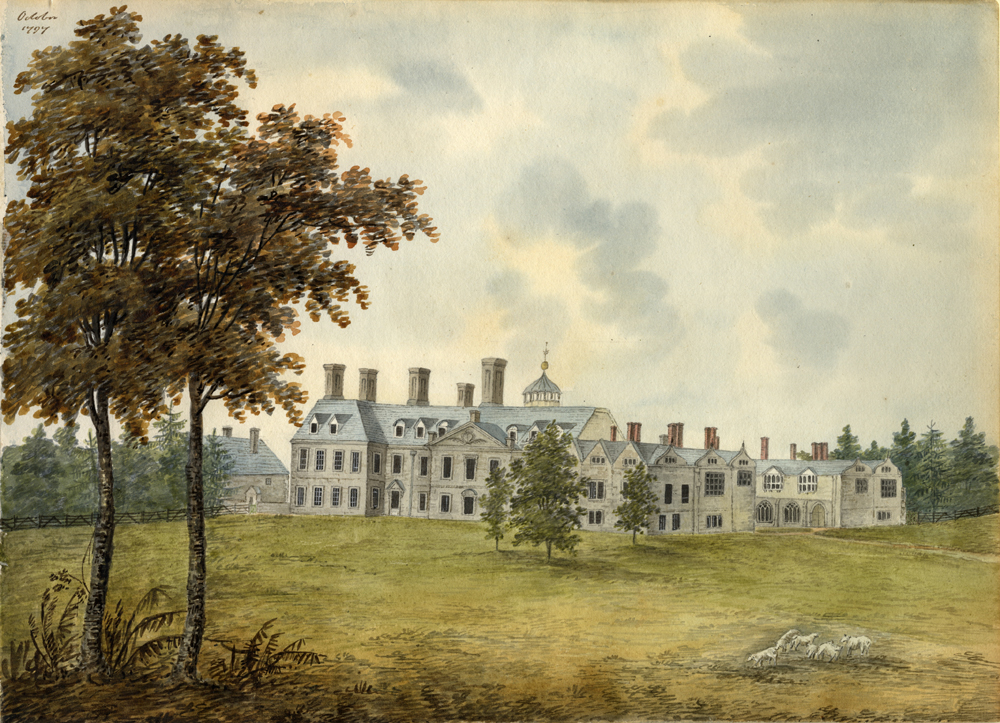
L'abbaye de Coombe en 1797.

L'abbaye est fondée par Richard de Camville père († 1176), en 1150, comme un monastère cistercien. Après la dissolution des monastères au XVIe siècle, elle est devenue propriété royale.
Élisabeth d'Angleterre, fille du roi Jacques Ier, y a fait ses études au début du XVIIe siècle. Si la Conspiration des poudres avait réussi elle aurait été enlevée à Coombe Abbey et proclamée reine sous le nom d'Élisabeth II.
En 1682, l'aile ouest est ajoutée par l'architecte William Winde, qui a également conçu Buckingham House, qui devient plus tard le palais de Buckingham. En 1771, Lancelot «Capability» Brown réaménage les jardins, y incorporant Coombe Pool, un lac de 1 km de long.
Pendant des générations Coombe Abbey est détenue par les comtes de Craven, ce jusqu'en 1923, lorsque la veuve de William Craven (4e comte de Craven) vend l'Abbaye après le décès accidentel de son mari.
En novembre 1964, la municipalité de  Coventry City Conseil achète Coombe Abbey avec les terres environnantes. Le parc est ouvert au public en 1966.

### Note
- (en) Cet article est partiellement ou en totalité issu de l’article de Wikipédia en anglais intitulé « Coombe Abbey » (voir la liste des auteurs).